# Mumin
Mumin je pravljično bitje, ki ga je ustvarila finsko-švedska pisateljica Tove Jansson. Eden od najbolj znanih muminov je Mumintrol, ki živi s svojo brezskrbno in pustolovsko družino v Muminhiši v Dolini Muminov. Jansson je napisala v švedščini veliko knjig o muminih, ki so ene izmed najbolj popularnih in prevajanih finskih knjig za otroke.  Knjige o muminih so bile napisane v švedščini ampak so prevedene v 43 jezikov in poleg knjig in stripov o njih obstajajo tudi animacije, interaktivne aplikacije, dramske predstave in opera.
Mumini so zasloveli zaradi Mumini-stripov, ki so bili objavljeni v časopisu The Evening News  od leta 1954 v Londonu in kasneje v 40 državah s 20 milijonih bralcih. Posebej popularni so na Japonskem.

Mumini opisujejo harmonijo. Čeprav je muminov svet varen, njegov prebivalci doživljajo razburljive stvari, ki so vredne zgodb. Mumini predstavljajo Tovino družino. Tovina družina je bila tolerantna do drugačnih in radi so imeli naravo. Mumimama in Mumiočka sta ustvarjena po Janssoninih starših.
Stil knjig se je spremenil čez čas. Prve knjige so pustolovske zgodbe: knjige vsebujejo poplave, komete, in nadnaravne dogodke. Naslednje knjige so bolj realistične (realistične znotraj mumin univerzuma) in karakterji pridobijo psihološko globino.     

Jansson je napisala osem Mumin romanov. Prva Mumin- umetnina je bila knjiga Småtrollen och den stora översvämningen (Mumini in velika poplava) v leta 1945. Finci niso bili vajeni fantazije in prva Mumini knjiga je bila prevedena v finščino 46 let kasneje v letu 1991. Finci so bili zelo tradicionalni in ker Mumini niso temeljili na Finski folklori jih niso razumeli.  
V knjigi Mumini spijo čez zimo, vendar se Mumintrol zbudi in ne more več spati. Mumintrol je osamljen in boji se, ker mora preživeti v svetu, katerega ne pozna. Nikoli ni videl snega, zima je mrzla in sonce ne sije. Kljub temu, on sreča nove prijatelje in smuča.

Zapuščina Muminov je velika. Mumin kozarci, igrače in znamke so popularni in imajo tudi zbirateljsko vrednost. Čim starejši je izdelek, tem bolje.
Televizijska serija o Muminih, risana na Japonskem, je dosegla uspeh. 
Na Finskem obstaja tudi Mumin muzej v Tampereju in tematski park v Naantaliju. 